# Kruna
Chansons représentant la Serbie au Concours Eurovision de la chanson
Nova deca
(2018) Hasta la vista
(2020)
Singles de Nevena Božović
What I'm Looking For
(2018)
Kruna (cyrillique : Круна, en français : « Couronne ») est une chanson écrite, composée et interprétée par la chanteuse serbe Nevena Božović, sortie en single numérique le 11 février 2019.
Après avoir remporté la finale nationale Beovizija 2019, elle a été sélectionnée pour représenter la Serbie au Concours Eurovision de la chanson 2019 à Tel-Aviv en Israël.

## À l'Eurovision

### Sélection
Le 3 mars 2019, la chanson Kruna interprétée par Nevena Božović fut annoncée pour représenter la Serbie à l'Eurovision 2019, après avoir remporté la finale nationale serbe Beovizija 2019.
Nevena Božović a déjà pu représenter la Serbie lors du Concours Eurovision de la chanson 2013 au sein du groupe Moje 3 avec la chanson Ljubav je svuda.

### À Tel-Aviv
Lors de l'Eurovision, la chanson Kruna est interprétée dans la première moitié de la première demi-finale le 14 mai 2019 à Tel-Aviv.
Elle est majoritairement interprétée en serbe, langue nationale de la Serbie — contenant deux vers en anglais —, le choix de la langue étant toutefois libre depuis 1999.

## Liste des titres
| 1. | Kruna | Nevena Božović | Nevena Božović | 3:05 |

## Historique de sortie
| Pays ou région | Date            | Format                              | Label         |
| -------------- | --------------- | ----------------------------------- | ------------- |
| Monde entier   | 11 février 2019 | Téléchargement numérique, streaming | Magic Records |